# Stranice
Stranice est une localité slovène située à 18 km au nord-nord-est de Celje.
Le hameau central est situé au nord de la crête Konjiška gora dont le plus haut sommet est Stolpnik (1 012 m) et entre Stenica (1 091 m) à l'ouest et Pohorje au nord. Une partie du petit village est limitée par l'étroite vallée du ruisseau Tesnica. Au centre du village se dresse l'église paroissiale de Saint-Laurent. L'endroit est mentionné pour la première fois dans des sources écrites dès 1241.
La voie romaine de Celeia à Poetovio y passait, la mutatio Lotodos notée par l'anonyme de Bordeaux, en route en 333 vers Jérusalem, s'y trouve. Quatre bornes milliaires décrivent le parcours le parcours de cette voie romaine depuis Celje.